# ラーナウ
ラーナウ (ドイツ語: Lahnau) は、ドイツ連邦共和国ヘッセン州ギーセン行政管区のラーン＝ディル郡に属す町村（以下、本項では便宜上「町」と記述する）である。ヴェッツラーとギーセンとのほぼ中間に位置している。ヴァルトギルメス、ドルラー、アッツバッハの3地区からなり、中心地区はドルラーである。

## 地理

### 位置
ラーナウは、その市街地がラーン川の北側すなわち右岸に直接面しており、両岸すなわちラーン川の段丘上に農地が広がっている。ラーナウは、ラーナウ自身の他にヴェッテンベルク、ビーバータール、ホイヒェルハイム・アン・デア・ラーンを含むグライベルガー・ラント共同体に属す。

### 隣接する市町村
ラーナウは、北はビーバータール、東はホイヒェルハイム・アン・デア・ラーン（ともにギーセン郡）、南と西はヴェッツラー（ラーン＝ディル郡）と境を接している。

### 自治体の構成
この町は以下の3地区で構成されている。
- アッツバッハ　3,001人
- ドルラー　1,901人
- ヴァルトギルメス　3,334人

（人口は統計学的人口研究値に基づく2008年12月31日現在の値である）

## 歴史
1991年から1992年のローマ＝ゲルマン委員会の発掘調査によって、ドルラー近郊の「エーバーアッカー」に、紀元前10年頃、ドルスス遠征軍時代の強固なローマ基地「ラーナウ＝ドルラー基地」があったことが証明された。1995年から現在のヴァルトギルメスの西端で行われた考古学的発掘はゲルマニアの文民ローマ都市の証拠を明らかにした。ウァルスを象ったコインが出土したことでこの施設が用いられた時期が明らかとなった。このコインはキリスト生誕の数年前に造られたもので、紀元後9年後半のトイトブルクの戦いでのローマ軍敗戦により廃止された。陶製の出土品は、ローマ人とゲルマン人がここでは友好的に共存していたことを示している。

### 町村合併
ドルラーは、1972年に自主的にヴェッツラーに合併した。1977年から1979年まで、ヴェッツラー、ギーセン、アッツバッハ、ヴァルトギルメスのほか12町村から大都市ラーンが形成された。ラーン市内部で、ヴァルトギルメス、ドルラー、アッツバッハ市区はラーンタール都市管区を形成していた。ラーン市の廃止後、この都市管区は1979年8月1日にラーナウという名称で独立した町村となった。
従って、ドルラー地区は7年の間に4つの異なる自治体に属したことになる。これはヘッセン州の地域再編の複雑な経緯がもたらした珍事であった。

## 住民

### 宗教
アッツバッハ、ドルラー、ヴァルトギルメスは16世紀から福音主義の村であった。第二次世界大戦後、シュレージエンからの被追放者や、ハンガリーからの民族ドイツ人といったローマ＝カトリック信者がラーナウに流入した。それにもかかわらず、現在も大部分が福音主義信者である。福音主義のラインラント地方教会とヘッセン地方教会との境界がこの町を通っている。アッツバッハ＝ドルラーの教会組織はラインラント地方教会に、ヴァルトギルメスの教会組織はヘッセン地方教会に属す。

## 行政

### 議会
この町の町議会は27議席で構成されている。

### 首長
2017年3月19日の決選投票で新たな町長が選出された。CDUのジルヴィア・ヴレンガー＝キンスペルが1547票 (52.6 %) の過半数を得て当選したのである。この選挙の投票率は 44.8 % であった。
前任者のエックハルト・シュルツは2005年3月6日にラーナウの町長に選出された。SPD所属のこの行政弁護士は 52.6 % の票を獲得した。

### 姉妹自治体
- ウィンカントン（英語版）（イギリス、サマセット）
- ゲーラベルク（ドイツ語版、英語版）（ドイツ、テューリンゲン州）

## 文化と見所

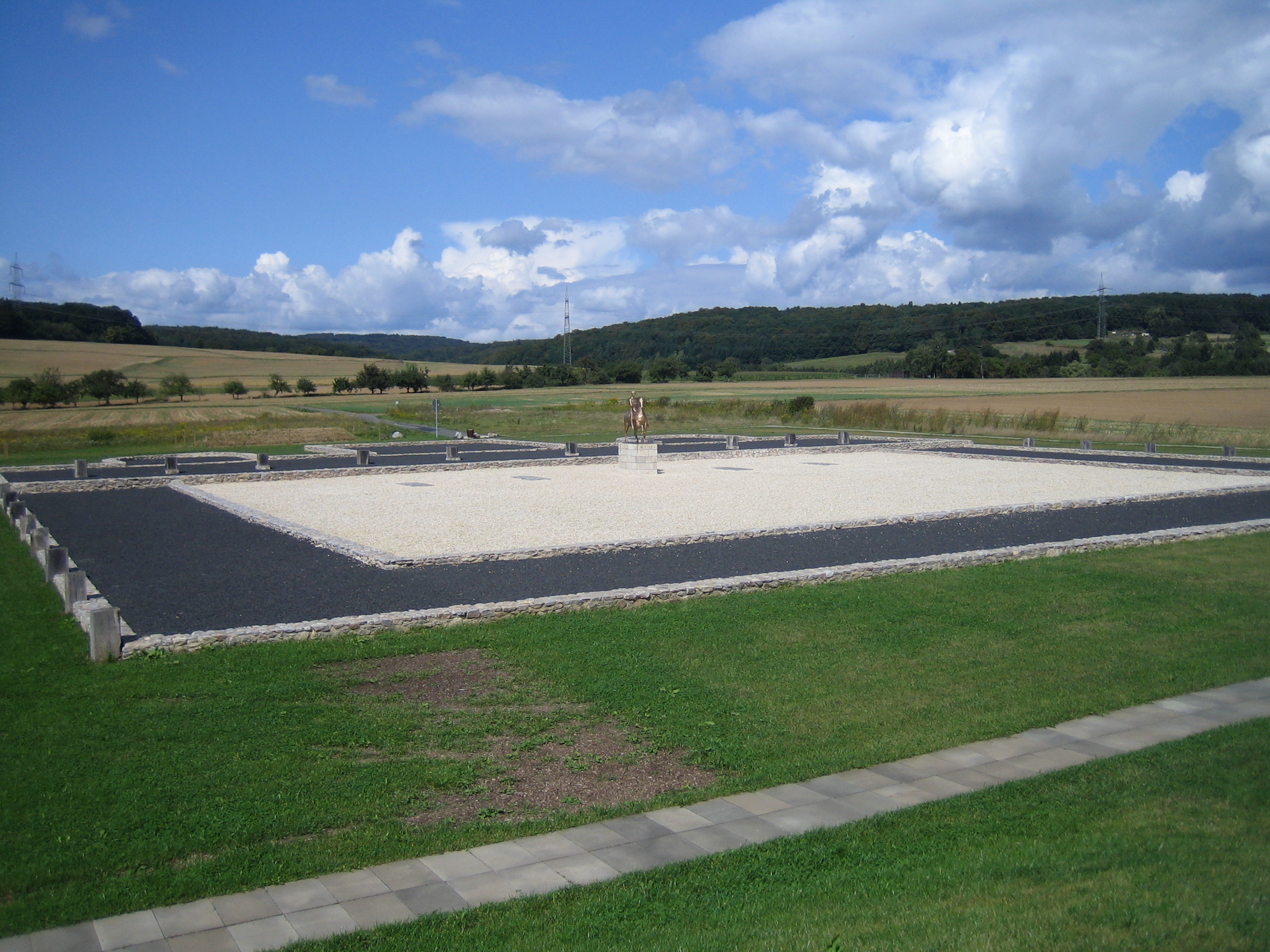
フォルム・ヴァルトギルメス跡

### 博物館
- 野外博物館「ローマのフォルム・ラーナウ＝ヴァルトギルメス」は、かつてローマ時代のフォルムを支えたドイツで最も古い石造基礎、世界で唯一の皇帝アウグストゥスの金メッキされたブロンズ製等身大騎馬像の断片、類例の少ない数多くの装飾品や日用品を展示している[5]。
- ヴァルトギルメス地区の郷土博物館

### 建築
- 福音主義アッツバッハ教会
- アッツバッハ区裁判所（旧基礎課程学校）

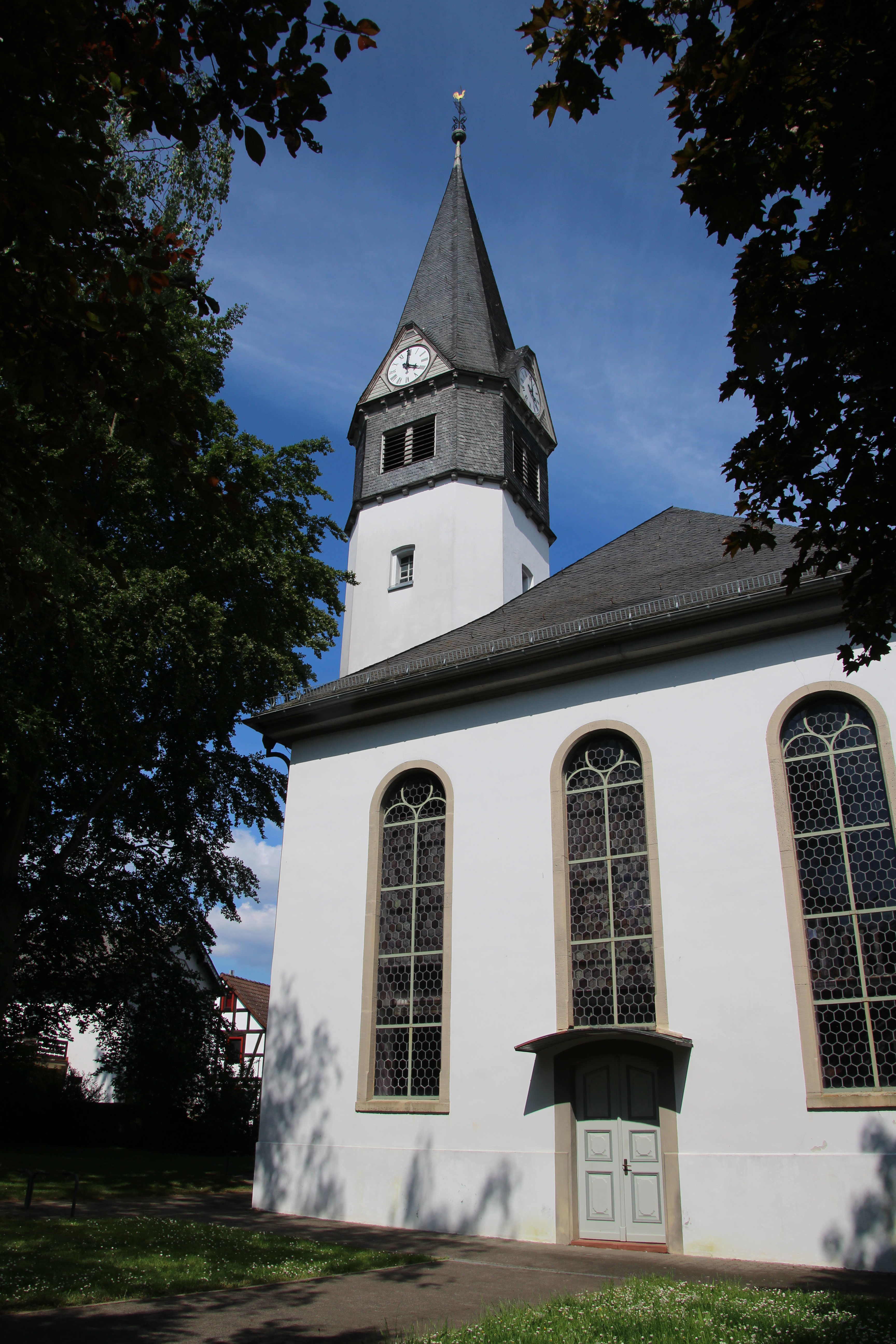
福音主義アッツバッハ教会

- バックハウス・アッツバッハ（パン焼き小屋）
- 福音主義ドルラー教会
- カトリック・ドルラー教区教会
- 旧バックハウス・ドルラー（現在は、戸籍役場/結婚式場、共同スペース、創作工房、休暇宿泊施設）
- 福音主義ヴァルトギルメス教会

- アッツバッハのバックハウス
- 福音主義ドルラー教会
- カトリック・ドルラー教会
- ドルラーのバックハウス
- 福音主義ヴァルトギルメス教会

### スポーツ
TV 05 ヴァルトギルメスはバレーボール部門が成功しており、2012年からブンデスリーガ3部に参加している。SC ヴァルトギルメスは、ヘッセンのサッカー・フェアバンツリーガ・ミッテでプレイしている。AS ラーンレンダー・ラーナウのトライアスロンチームは、ヘッセン・トライアスロンリーガ1部でスタートした。

### 年中行事
- ヴァルトギルメスの教会祭、8月第1日曜日の週末
- ラーンレンダー、6月の最終土曜日
- 合唱クラブ「ラーンタール・ドルラー」のラーンウーファーキルメス、6月の最終週末
- ラーナウの学生デュアスロン、9月の最終土曜日
- ヴァルトギルメスのクリストニッケルスマーケット、第1アドヴェント
- アッツバッハのクリスマスマーケット、第2アドヴェント

## 経済と社会資本

### 教育
ヴァルトギルメスには、全3地区を学区とする基礎課程学校がある。さらに、アッツバッハには統合型総合学校のラーンタールシューレ・ラーナウがある。この学校の運営はラーン＝ディル郡である。

### レジャー施設、スポーツ施設
- ラーナウ青年センター
- トリム＝ディッヒ＝プファート・アッツバッハ（アスレチックコース）
- ドルラーのスポーツパーク・ラーナウ、人工芝と天然芝の広場、陸上競技施設
- 屋内・屋外プール、50 × 12.5 m のプールと広い日光浴広場
- 屋内・屋外馬場
- ヴァルトギルメスのスポーツ広場、芝生と人工芝の広場